# Ulrika Toft Hansen
Pour les articles homonymes, voir Toft Hansen.
Ulrika Toft Hansen, née Ulrika Ågren le 13 juillet 1987 à Bankeryd, est une handballeuse internationale suédoise évoluant au poste de pivot.

## Biographie
Elle est la compagne du handballeur danois Henrik Toft Hansen. En janvier 2019, elle s'engage avec Paris 92 pour remplacer Crina Pintea.

## Palmarès

### En club
compétitions nationales
- championne du Danemark en 2016 (avec Team Esbjerg)
- championne de Suède en 2009 et 2010 (avec IK Sävehof)
- vainqueur de la coupe du Danemark en 2018 (avec Team Esbjerg)
- vainqueur de la coupe d'Allemagne en 2015 (avec Buxtehuder SV)

### En sélection
Jeux olympiques
- 12e des Jeux olympiques de 2012 à Londres

championnats d'Europe
- troisième du championnat d'Europe 2014